# Ataenius

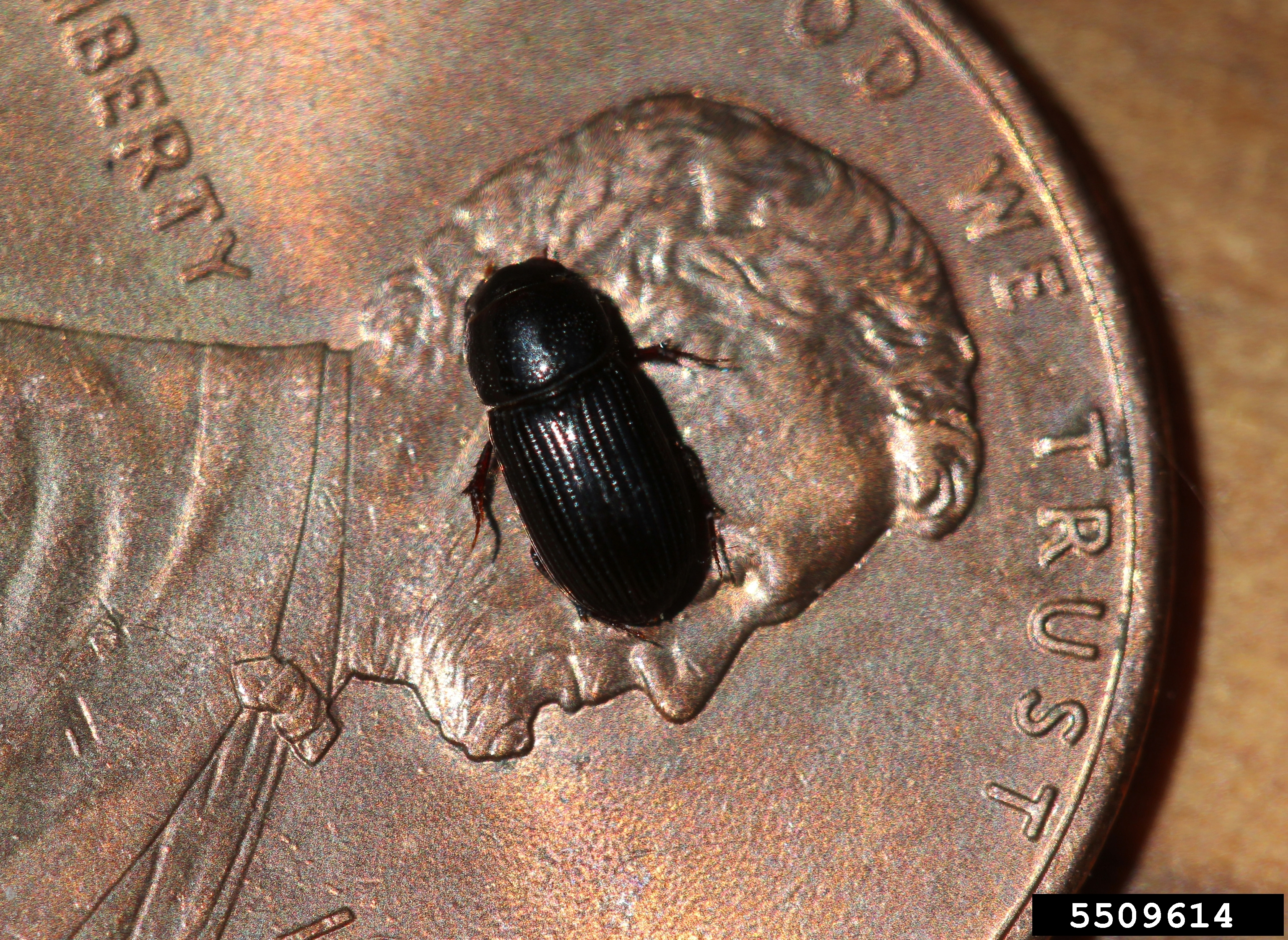
Ataenius spretulus

Ataenius é um gênero de escaravelhos da família Scarabaeidae. Existem pelo menos 290 espécies descritas em Ataenius.